# Macrotylus paykullii
Macrotylus paykullii is een wants uit de familie van de blindwantsen (Miridae). De soort werd het eerst wetenschappelijk beschreven door Carl Fredrik Fallén in 1807.

## Uiterlijk
De geelgroene, ovale of langwerpig ovale wants is macropteer (langvleugelig) en kan 3 tot 3,5 mm lang worden. Het mannetje heeft vaak een gedeeltelijk of volledig zwarte kop. Het lichaam is bedekt met, in bosjes geplaatste, zwarte haartjes. De antennes zijn groen, de eerste twee segmenten zijn zwart. De pootjes zijn ook groen, vaak ook donker. Op de schenen bevinden zich dunnen zwarte stekeltjes. Het transparante deel van de voorvleugels is zwart met witte aders en lichte vlekken.

## Leefwijze
De soort leeft in droge warme gebieden op kruipend stalkruid (Ononis repens subsp. repens) en kattendoorn (Ononis repens subsp. spinosa). Er is een enkele generatie in het jaar en de soort overwintert als eitje. De volgroeide wantsen kunnen van mei tot september gevonden worden.

## Leefgebied
De soort wordt in Nederland waargenomen in de kustduinen en Zuid-Limburg en is vrij algemeen.
Het leefgebied is verder Palearctisch, van Europa tot Noord-Afrika en Azië